# Acartauchenius hamulifer
Acartauchenius hamulifer é uma espécie de aranhas da família Linyphiidae encontradas na Argélia. Foi descrita pela primeira vez em 1937.